# کراون
کراون (به فرانسوی: Craonne) یکی از کمون‌های فرانسه است که در ان واقع شده‌است.

## خصوصیات
کراون ۸٫۶۲ کیلومترمربع مساحت و ۶۸ نفر جمعیت دارد و ۱۸۳ متر بالاتر از سطح دریا واقع شده‌است.